# Nebuloasă

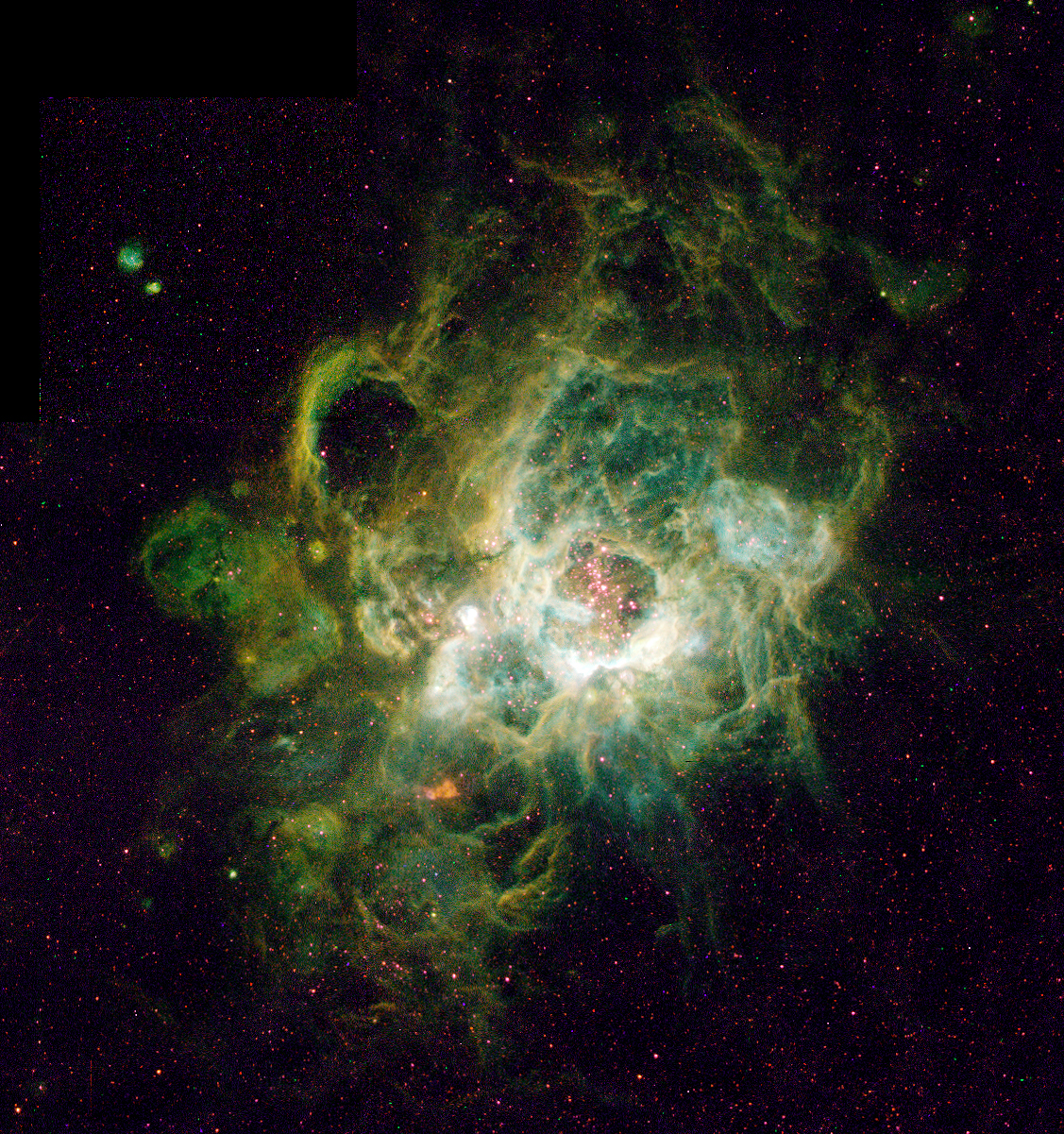
Nebuloasa NGC 604 se află într-un braț al galaxiei M33, la distanța de 2.7 milioane ani-lumină de Pământ. Această nebuloasă este o regiune în care se formează stele.

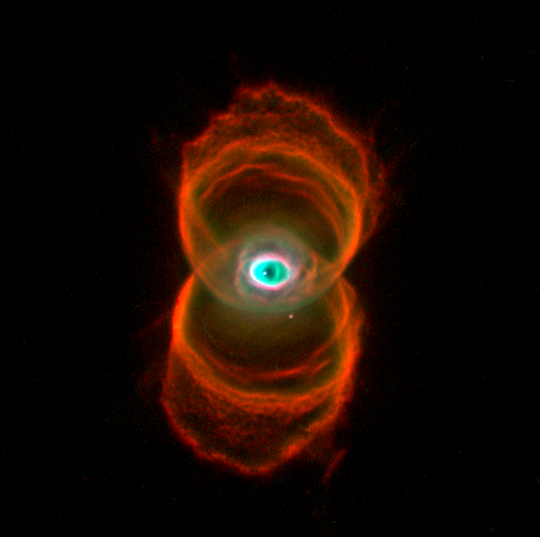
Nebuloasa MyCn18 este o nebuloasă planetară tânără localizată la o depărtare de aproximativ 8.000 ani-lumină. Această imagine a fost luată cu Camera2 aflată la bordul telescopului spațial Hubble, aparținând de NASA.

O nebuloasă (denumire provenită din latină: nebula, -ae: „ceață”, negură, vapori) este un uriaș nor de gaze interstelar (98% hidrogen, 2% alte elemente în stare gazoasă (O, C, S) și silicați în formă de praf interstelar - nisip interstelar) și praf cosmic situat în spațiul care se întinde între stele. Părți mai dense din nebuloase se pot strânge atât de tare încât pot da naștere unei stele. Toate stelele din univers au fost născute în nebuloase. Cea mai cunoscută nebuloasă este nebuloasa din constelația Orion, un nor imens de gaz și praf aflat pe cer în direcția constelației Orion. Cu ochiul liber, Nebuloasa Orion se vede ca o pată mică (mai mică decât apare Luna pe cer) strălucind slab sub stelele care formează centura lui Orion. Astronomii au găsit sute de stele pe cale de formare în inima Nebuloasei Orion.

## Clasificare
Nebuloasele conținute de galaxia noastră se numesc nebuloase galactice, iar cele aflate în alte galaxii sunt numite nebuloase extragalactice. Nebuloasele sunt împărțite în mai multe categorii:
- Nebuloasele difuze sunt aglomerări de gaze și praf, care dacă sunt destul de masive, devin frecvent locuri unde se nasc stele, de cele mai multe ori grupate în roiuri stelare. Dacă stelele tinere formate în nebuloasă sunt destul de masive și fierbinți, ele excită gazul nebuloasei și îl fac să emită radiație vizibilă (să „strălucească”). În acest caz nebuloasa se numește nebuloasă de emisie. Acesta este cazul marii nebuloase din Orion. Nebuloasele de emisie sunt „leagăne de stele”. Radiația UV intensă provenită de la stelele abia născute din nebuloasă excită atomii din materialul nebuloasei, pentru ca acestea sa reemită radiație vizibilă în linii de emisie atomice caracteristice. Există și nebuloase care doar reflectă lumina stelelor apropiate. Ele se numesc nebuloase de reflexie.
- Nebuloasele de reflexie sunt vizibile pentru că reflectă lumina stelară. Pentru că lumina de culoare albastră este difuză mai tare decât cea de culoare roșie (același fenomen care explică de ce cerul zilei este albastru), nebuloasele de reflexie sunt albastre la culoare. Intensitatea luminii reflectate este destul de slabă dar telescoapele mari pot strânge suficientă lumină pentru ca culoarea albăstruie să devină vizibilă.
- Nebuloasele obscure sunt nori de praf care nu conțin nici o stea și care obturează stelele aflate în spatele lor. Ele sunt detectate datorită undelor radio pe care le emit atomii de hidrogen. Privind prin telescop sau prin binoclu anumite zone ale cerului se observă că în anumite zone bogate în stele apar mici arii întunecate în care nu strălucește nici o stea. Acestea sunt nebuloase obscure, care acoperă stelele aflate în spatele lor și le absorb lumina. Ele formează umbre chinezești pe fondul înstelat al cerului. Capul de Cal din constelația Orion este un astfel de caz de o frumusețe deosebită.

În anumite nebuloase, stelele sunt în curs de a se naște. Când materia unei nebuloase este destul de concentrată, atomii se unesc și constituie molecule: nebuloasa devine un nor molecular în care urmează să se formeze stele. Acest fenomen se produce în nebuloasa Rho Ophiuchi. Alte nebuloase sunt „cenușa” unor stele: nebuloasele planetare și resturi de supernove.
- Nebuloase planetare. În anumite condiții, când o stea și-a folosit tot combustibilul, aceasta își împrăștie o mare parte din masă, sub forma unui inel de gaze care o înconjoară, acesta devenind vizibil datorită excitației provenite de la steaua centrală. Aceste nebuloase se dispersează în spațiu în câteva zeci de mii de ani. Sunt numite „planetare” deoarece atunci când sunt privite printr-un telescop modest au un aspect circular, asemănător cu o planetă.
- Resturile de supernove sunt produse de explozia unor stele masive. Materia lor se împrăștie cu o mare viteză, fiind precedată de o undă de șoc ce comprimă și încălzește spațiul interstelar. Cel mai celebru exemplu este nebuloasa Crab, din constelația Taurul. Explozia stelei care a dat naștere nebuloasei a fost observată în anul 1054 de către astronomii chinezi. Când a explodat, steaua a devenit atât de strălucitoare, încât a putut fi văzută în plină zi timp de trei zile.

În unele nebuloase materia este mai densă și mai concentrată formându-se nori moleculari. Aceștia sunt atât de mari încât durează zeci de ani pentru ca lumina să îi traverseze. Masa lor poate fi de sute de mii de ori mai mare decât a Soarelui, iar materia lor este rece (-250° până la -260°C). Se numesc nori moleculari pentru că gazul pe care îl conțin este prezent peste tot sub formă de molecule.